# Misbehaving Husbands
Misbehaving Husbands ist eine US-amerikanische Filmkomödie in schwarz-weiß aus dem Jahr 1940. Regie führte William Beaudine. Das Drehbuch schrieben Vernon Smith und Claire Parrish nach einer Geschichte von Cea Sabin. Die Hauptrollen spielten Harry Langdon und Betty Blythe.

## Handlung
Henry und Effie Butler haben ihren 20. Hochzeitstag. Henry denkt aber nur an sein Kaufhaus. Effie erzählt ihm, dass ihre Freundin Grace Norman frisch geschieden ist, doch Henry versteht dies erst nach mehrmaliger Wiederholung. Ihre Hinweise auf den Hochzeitstag entgehen ihm sogar völlig. Später am Tag besucht Effie Grace. Sie lernt dort Gilbert Wayne, Graces Scheidungsanwalt, kennen und lädt ihn wie auch Grace zu der geplanten Feier anlässlich des Hochzeitstages ein. Henry wird in seinem Büro davon überrascht, dass es bereits sieben Uhr abends ist. Er will nach Hause gehen, wird aber von einem seiner Abteilungsleiter aufgehalten. Die beiden diskutieren einige Zeit über die Auslage in einem Schaufenster. Um seinen Standpunkt zu verdeutlichen, legt Henry eine Schaufensterpuppe in ein Bett und korrigiert den Sitz ihrer Kleidung. Dabei wird er von einer Freundin Effies beobachtet, wobei diese nicht erkennt, dass es sich um eine Schaufensterpuppe handelt. Nach der Diskussion will Henry noch eine weitere Position für die Puppe ausprobieren, stolpert dabei aber und verursacht dabei einen deutlich sichtbaren Schaden im Gesicht der Puppe. Bei der Feier wird er bereits vermisst, sodass Effie den Butler Memphis losschickt, um Henry zu suchen. Kurz danach kommen ihr die von der Freundin auf der Party verbreiteten Gerüchte über Henrys Untreue zu Ohren.
Henry hat beschlossen, dass die Schaufensterpuppe noch in der Nacht repariert werden muss. Während er sie zur Reparatur bringt, wird er von einem Paar beobachtet, das meint, er habe eine Frau ermordet, und ihn bei der Polizei meldet. Kurz nachdem er die Puppe abgegeben hat, wird Henry verhaftet; die Polizei findet einen Schuh und ein Strumpfband in seinem Auto. Auch der dazukommende Memphis wird dabehalten. Erst spät in der Nacht klärt sich die Sache und die beiden werden freigelassen. Als sie nach Hause kommen, ist die Feier vorbei. Henry verhält sich verdächtig und versucht, den Schuh und das Strumpfband, die er in seinen Jackentaschen hat, zu verstecken. Effie erwischt ihn dabei und fühlt sich betrogen. Als sie dies am nächsten Tag gegenüber Grace erwähnt, überredet diese sie, sich scheiden zu lassen, und ruft auch gleich Gilbert Wayne herbei. Der treibt die Scheidung energisch voran. Bald schon treffen sich Henry und Effie mit ihren Anwälten. Dabei verliert Henry vor Wut die Beherrschung, weshalb Wayne ihn als brutalen Ehemann einstuft. Da weder Effie noch Henry ausziehen wollen, wird beschlossen, zwei Vertraute ins Haus zu holen, die bestätigen sollen, dass Henry und Effie nicht mehr zusammen leben. Die beiden Zeugen, Jane Forbes für Effie und Bob Grant für Henry, kommen überein, das Ehepaar wieder zusammenzubringen. Außerdem schickt Wayne den Privatdetektiv Gooch Mulligan zu Effies Schutz in die Wohnung.
Als Wayne ein paar Tage später wieder bei den Butlers vorbeikommt, findet er die Stimmung dort zu gut und überredet seine Freundin Nan Blake, sich als Evelyn, Henrys Geliebte und Besitzerin des Schuhs, auszugeben. Effie verlässt daraufhin wütend das Haus und geht zu einer weiteren Feier bei Grace. Henry geht kurz danach ebenfalls – er wird sich betrinken. Jane und Bob finden die Sache jedoch verdächtig und suchen nach dieser Evelyn. Als sie sie finden, wirft sie gerade wütend Wayne hinaus, da dieser nicht mit ihr tanzen gehen will und meint, er müsse aus beruflichen Gründen auf die Feier von Grace. Bob fragt Nan nach dem Schuh und überführt sie dabei der Lüge, worauf sie alles gesteht. Daraufhin gehen Bob, Jane und Nan zur Polizei, wo sich herausstellt, dass Wayne in mehreren Staaten unter verschiedenen Namen erwerbsmäßig Ehen zerstört und sich einen Anteil der Abfindungen der Ehefrauen gesichert habe. Jane erwähnt die Party, die er aber bereits zusammen mit Effie wieder verlassen hat. Als die beiden im Haus der Butlers ankommen, wird Wayne verhaftet. Nan erklärt Effie, was passiert ist und entschuldigt sich dafür. Effie ist weitgehend versöhnt, fragt sich aber immer noch, wo der Schuh herkam. Dies wird beantwortet als Henry, der in seinem Rausch beschlossen hatte, die Schaufensterpuppe nach Hause zu bringen, mit dieser eine Treppe hinunterfällt. Die Ehe von Effie und Henry ist gerettet.

## Produktion

### Besetzung und technischer Stab
Misbehaving Husbands sollte das Comeback des früheren Stummfilmstars Harry Langdon werden. Dazu wurde ihm mit Betty Blythe ein weiterer Star aus der Stummfilmära zur Seite gestellt. Laut Variety wollte Produzent Jed Buell weitere Filme mit Langdon und Blythe als Ehepaar herausbringen.
Gig Young gab in Misbehaving Husbands sein Filmdebüt. Er trat hier noch unter seinem Geburtsnamen Byron Barr auf. Ralph Byrd war zu dieser Zeit sehr erfolgreich in der Rolle des Detektivs Dick Tracy.
George van Marter entwarf die Filmbauten.
Die Dreharbeiten für Misbehaving Husbands begannen Anfang November 1940.

### Erstaufführung
Misbehaving Husbands wurde am 20. Dezember 1940 uraufgeführt. Eine Aufführung im deutschsprachigen Raum konnte nicht nachgewiesen werden. Vertrieben wurde der Film von der Producers Releasing Corporation.

## Rezeption

### Kritiken
Misbehaving Husbands wurde von den Kritikern eher oder sogar sehr negativ beurteilt. Es gab jedoch auch positive Kritiken. Der Film wurde als absurdes Comedy-Drama bezeichnet, er sei zumeist elend gespielt, unglaubwürdig, schwach präsentiert und planlos inszeniert, schrieb Variety. Man habe sie schon oft gesehen, doch sei es fraglich, ob es jemals so fade gemacht worden sei, so Variety. Er sei unterste Schublade, urteilte auch Leonard Maltin. Die Geschichte sei eigentlich nur Material für einen Kurzfilm, so Hal Erickson im All Movie Guide. Auch Film Daily fand sie nicht ungewöhnlich, habe aber mehrere amüsante Situationen. Positiv urteilte Film Daily, die Geschichte habe sogar genügend Unterhaltungswert, um jedes Publikum mehr als zufrieden zu stellen. Das Drehbuch sei gut.
Harry Langdon wird zumeist positiv beurteilt. Er spiele seine Rolle mit Finesse und zeige, dass er immer noch einen Film tragen könne, so Erickson. Er könne seine komödiantischen Fähigkeiten zeigen, meinte Film Daily, seine spritzige Darstellung sei zusammen mit Betty Blythes Rückkehr nach Hollywood als vielversprechende Schauspielerin das einzig Positive an dem Film, war die Meinung von Variety. Maltin meinte, es sei schmerzhaft anzusehen, wie zwei alternde Hauptdarsteller um ihre Karrieren kämpfen.

### Kritik an der Moral des Films
Der prominente Filmzensor Joseph Breen lehnte den Film zunächst ab, da der die Heiligkeit der Ehe negativ darstelle und komische Seiten am Ehebruch sehe. Auch die katholische National Legion of Decency kritisierte den Film, weil er Scheidung als akzeptabel darstelle.